# Fundação Nacional do Índio
De Fundação Nacional do Índio (afgekort FUNAI; Nederlands: Nationale Stichting voor de Indianen) is een Braziliaanse overheidsdienst voor de bescherming van de inheemse bevolking van het land. Zij heeft haar zetel in Brasília en ressorteert onder het Ministerie van Justitie. De FUNAI is onderverdeeld in meerdere afdelingen.
De FUNAI moet garanderen dat de door de "Braziliaanse Grondwet" en het "Braziliaanse Statuut voor de Indianen" gegarandeerde rechten van de inheemse volkeren worden gerespecteerd.

## Geschiedenis
De voorloper-organisatie van de FUNAI werd in 1910 door de Braziliaanse militair en avonturier Cândido Rondon opgericht onder de naam Serviço de Proteção aos Índios (afgekort: SPI; Nederlands: Dienst ter Bescherming van de Indianen). Rondon was ook de eerste voorzitter van de SPI, dat ressorteerde onder het Ministerie van Landbouw, Nijverheid en Handel. Doel was de indiaanse bevolking te integreren in de algemene, Braziliaanse bevolking. Tot dan bekommerde enkel de kerk zich om de inheemse bevolking. In 1930 werd Rondon door een politieke omwenteling in Brazilië gedwongen zijn ambt neer te leggen. In 1952 kon hij zijn ambt hervatten en lanceerde hij het idee om reservaten op te richten ter bescherming van de inheemse bevolking. In 1961 werd dit idee ten slotte verwezenlijkt door de gebroeders Villas-Bôas, toen langs de Rio Xingu in Mato Grosso het Nationaal Park Xingu werd opgericht.
Ondanks de idealen van Rondon werd de SPI aangetast door bureaucratie en corruptie en kreeg zij steeds meer kritiek, met beschuldigingen van tekortschietende gezondheidszorg voor de inheemse bevolking. In de jaren 1960 gaf het Braziliaanse Ministerie voor Binnenlandse Zaken aan procureur-generaal J. Figueiredo opdracht tot het opstellen van een rapport (het zogenaamde Figueiredo-rapport), waarin de SPI ervan beschuldigd werd tekort te zijn geschoten bij de bescherming van de inheemse bevolking en zelfs de ogen te hebben gesloten voor ernstige mishandeling van deze mensen. Zo berichtten in 1968 het Duitse weekblad Der Spiegel en het Nederlandse dagblad De Telegraaf over gevallen waarin beambten van de SPI zich door grootgrondbezitters hadden laten omkopen om deel te nemen aan de  foltering van indianen en het uitroeien van gehele volksstammen, onder meer door het verstrekken van arsenicumhoudend snoepgoed, met als doel de grond van deze indianen te kunnen bemachtigen.
Ten gevolge van de publicatie van deze misstanden in 1967 kwam het tot de ontmanteling van de organisatie en de nieuwe oprichting ervan onder de naam FUNAI. Deze instantie volgde tot in de late jaren 1980 een politiek ter bevordering van de integratie van de inheemse volkeren en hun aanpassing aan de moderne maatschappij.  
Later brak het inzicht door dat dit goedbedoelde streven hoofdzakelijk in het nadeel van de uiterst kwetsbare inheemse volkeren uitwerkt. Nu is het streven om deze volkeren zo veel mogelijk af te schermen van contact met de buitenwereld.